# Рыбчинцы (Винницкая область)
Рыбчинцы (укр. Рибчинці) — село на Украине, находится в Хмельницком районе Винницкой области.
Код КОАТУУ — 0524885901. Население по переписи 2001 года составляет 1180 человек. Почтовый индекс — 22031. Телефонный код — 4338.
Занимает площадь 2,5 км².
В селе действует храм Святителя Николая Чудотворца Хмельницкого благочиния Винницкой епархии Украинской православной церкви.

## Адрес местного совета
22032, Винницкая область, Хмельницкий р-н, с. Рыбчинцы, ул. Колгоспна, 1